# FC St. Pauli
FC St. Pauli von 1910 športski je klub iz Hamburga koji ima nekoliko odjela za različite športove, iako je klub najpoznatiji po nogometu. Nogometni muški odjel ima najviše članova. Igralište prve seniorske nogometne momčadi je Millerntor-stadion, a smješteno je na Heiligengeistfeldu u kvartu St. Pauli nedaleko od Reeperbahna u Hamburgu.

## Odjeli kluba
- Odjel članova za podupiranje kluba  (njem.: Abteilung Fördernde Mitglieder, AFM)
- američki nogomet (Sankt Pauli Buccaneers)
- nogomet za slijepe
- boks
- nogomet za muškarce i za žene (s 1100 članova najveći odjel)
- rukomet
- kuglanje
- biciklistički šport
- ragbi (najuspješniji odjel FC St. Paulija)
- šah
- stolni tenis

Ti odjeli, s izuzetkom nogometnoga odjela, imaju zajedničko tijelo (Amaterska uprava), koja unutar kluba zastupa interese svih članova. Procjenjuje se da je 6.700 ljudi učlanjeno u FC St. Pauli.

## Povijest
FC St. Pauli osnovan je 15. svibnja 1910., ali je samostalan tek 1924., kad se odjel za gimnastike odvojio od ostatka kluba. Prije službenog osnivanja, već se igralo nogomet u St. Pauliju tj. na Heiligengeistfeldu. Nogometne momčadi iz Hamburško-altonskog nogometnog saveza redovito su održavali svoje službene utakmice (1895./96.). 1900. i drugi klubovi igraju službene utakmice na Heiligenegistfeldu, dok nisu sagradili vlastita igrališta. U studenom 1906. pozvani su svi članovi kluba Hamburg St. Pauli TV 1862 za osnivanje novog odjela za igranje nogometa, ali tek na proljeće 1907.  prijavilo se dosta članova, za sastavljanje jedne momčadi.
U sezoni 1907./08., odigralo se 11 prijateljskih utakmica, pretežno protiv momčadi koji ne pripadaju jednom savezu ili rezervnih momčadi drugih klubova. Od tih 11 utakmica, momčad je pobijedila 7 utakmica. U sljedećoj sezoni 1908./09., osnivalo se rezervna momčad koja, kao i prva momčad, samo sudjeluje u prijateljskim utakmicama. Na jesen 1909. klub je primljen u Sjeverno-njemački nogometni savez i igra 1910. svoje prve službene utakmice, ali izvan konkurencije, jer nisu igrali od početka sezone. U istoj sezoni klub prvi put igra izvan granica grada Hamburga. Igralo se u Cuxhavenu i u Danskoj, gdje je klub sve utakmice izgubio.
22. travnja 1910., 18 dana prije službenog osnivanja, u klubu igraju četiri momčadi i peta momčad se također treba osnivati. Radi neuspjeha puno igrača napušta klub vi priključuju se drugim momčadima. Krajem prosinca 1912. godine u jednom danu klub napuštaju 57 od 230 igrača. Još prije Prvog svjetskog rata osniva se kluba St. Pauli SpVgg., i s time se stvorila direktna, lokalna konkurencija.
Početak Prvog svjetskog rata pomaže klubu igrati u drugog najvišoj ligu, jer su drugi klubovi morali povući svoje momčadi pošto nisu imali dovoljno igrača.  1915./16. klub osvoji je prvo mjesto u svojoj skupini. 1919. godine St. Pauli ulazi u najvišu nogometnu ligu, gdje u prvom krugu natjecanja, sa samo jednom pobjedom, se nalazi na zadnjem mjestu i mora igrati u ligi za opstanak. U ligi za opstanak postižu predzadnje mjestu i vračaju se u drugu ligu.
U godinama do kraja Drugog svjetskog rata 1945. godine FC St. Pauli kontinuirano ulazi i ispada iz prve lige.

## Uspjesi i važni događaji
- 1947.: Prvak Hamburga
- 1948.: Sjevernonjemački doprvak, doprvak u britanskom okupacijskom pojasu i sudjelovali u polufinalu za prvaka Njemačke.
- 1949.: Sjevernonjemački doprvak i sudionik u izigravanju za prvaka Njemačke (četvrtfinale)
- 1950.: Sjevernonjemački doprvak i sudionik u izigravanju za prvaka Njemačke (četvrtfinale)
- 1951.: Sjevernonjemački doprvak i sudionik u izigravanju za prvaka Njemačke (predizlučna skupina)
- 1952.: Poraz u prvoj nogometnoj ulici koja je bila prikazana na televiziji (Kup utakmica protiv Hamborn 07 (3:4))
- 1954.: Sjevernonjemački doprvak
- 1964.: Prvak Regionalne lige
- 1966.: Prvak Regionalne lige
- 1972.: Prvak Regionalne lige
- 1973.: Prvak Regionalne lige
- 1977.: Prvak 2. Bundeslige – Sjever i prvi ulazak u Prvu Bundesligu
- 1981.: Prvak Amaterske „Oberlige“ – Sjever i Njemački Amaterski doprvak nakon poraza od 0:2 protiv 1. FC Köln
- 1983.: Prvak Amaterska „Oberlige“ – Sjever
- 1984.: Doprvak Amaterska „Oberlige“ – Sjever i ponovni ulazak u 2. Bundesligu
- 1988.: Doprvak u 2.Bundesligi i drugi ulazak u 1. Bundesligu
- 1995.: Doprvak u 2.Bundesligi i treći ulazak u 1. Bundesligu
- 1995.: Nakon prvog kola St. Pauli je vodeća momčad u prvoj Bundesligi nakon pobjede nad TSV 1860 München (4:2).
- 2001.: 3. Mjesto u 2.Bundesligi i četvrti ulazak u prvu Bundesligu
- 2002.: 2:1- pobjeda zadnjeg St. Pauli-a protiv pobjednika Interkontinentalni kup-a FC Bayern Münchena. Nakon te utakmice nastao pojam „Pobjednika pobjednika Interkontinentalnog kupa“
- 2006.: Kao član Regionalne lige ulazak u polufinale Kupa Njemačkog nogometnog saveza, gdje su izgubili od Bayerna iz Münchena s 3:0. Prethodno su uspjeli izbaciti prvoligaše Werder Bremena (3:1) i Hertha BSC Berlin (4:3).
- 2007.: Prvak Regionalne lige – Sjever i ulazak u 2. Bundeslige
- 2010.: Peti povratak u prvu Bundesligu

## Statistika

### Lige kroz povijest
Krajem siječnja 1910. godine St. Pauli igra svoje prve službene utakmice u različitim ligama Hamburga, jer do 1933. godine (osim u sezoni 1913./14.)  nije postojala regionalna liga. 1919. godine klub prvi put ulazi u najvišu Hamburšku ligu. 1934./35., 1936. – 40.  i 1942. – 45.  St. Pauli igra u novoosnovanoj Gauliga Nordmark ligi, tj. od 1941. u Gauliga Hamburg.
- 1945./46. – 1946./47. Gradska liga Hamburg
- 1947./48. – 1962./63. Oberliga – Sjever
- 1963./64. – 1973./74. Regionalna liga – Sjever
- 1974./75. – 1976./77. 2. Bundesliga – Sjever
- 1977./78. 1. Bundesliga
- 1978./79. 2. Bundesliga – Sjever
- 1979./80. – 1983./84. Amater Oberliga – Sjever
- 1984./85. 2. Bundesliga
- 1985./86. Amater Oberliga – Sjever
- 1986./87. – 1987./88. 2. Bundesliga
- 1988./89. – 1990./91. 1. Bundesliga
- 1991./92. 2. Bundesliga – Sjever
- 1992./93. – 1994./95. 2. Bundesliga
- 1995./96. – 1996./97. 1. Bundesliga
- 1997./98. – 2000./01. 2. Bundesliga
- 2001./02. 1. Bundesliga
- 2002./03. 2. Bundesliga
- 2003./04. – 2006./07. Regionalna liga – Sjever
- 2007./08. 2. Bundesliga
- 2008./09. 2. Bundesliga
- 2009./10. 2. Bundesliga
- 2010./11. 1. Bundesliga
- 2011./12. 2. Bundesliga
- 2012./13. 2. Bundesliga
- 2013./14. 2. Bundesliga
- 2014./15. 2. Bundesliga
- 2015./16. 2. Bundesliga

### Poznati bivši igrači
- Ivan Klasnić
- Zlatan Bajramović
- Deniz Bariş
- Cory Gibbs
- Ari Hjelm
- Ivo Knoflíček
- Ján Kocian

### Predsjednici
- 1924. – 1931. Henry Rehder
- 1931. – 1945. Wilhelm Koch
- 1945. – 1947. Hans Friedrichsen
- 1947. – 1969. Wilhelm Koch
- 1970. – 1979. Ernst Schacht
- 1979. – 1982. Wolfgang Kreikenbohm
- 1982. – 1990. Otto Paulick
- 1990. – 2000. Heinz Weisener
- 2000. – 2002. Reenald Koch
- 2003. – 2010. Corny Littmann

### Treneri
| - 1945. – 1948. Hans Sauerwein - 1948. – 1949. Woldemar Gerschler - 1949. – 1951. Fred Harthaus - 1951. – 1952. Walter Rissel - 1952. – 1952. Hans Appel\|„Henner“ Appel - 1952. – 1963. Heinz Hempel - 1963. – 1964. Otto Westphal - 1964. – 1965. Otto Coors - 1965. – 1967. Kurt Krause - 1967. – 1968. Heinz Hempel - 1968. – 1971. Erwin Türk - 1971. – 1972. Eduard Preuß - 1972. – 1974. Karl-Heinz Mülhausen - 1974. – 1976. Kurt Krause | - 1976. – 1978. Diethelm Ferner - 1978. – 1979. Josef Piontek - 1979. – 1979. Werner Pokropp - 1979. – 1982. Kuno Böge - 1982. – 1986. Michael Lorkowski - 1986. – 1987. Willi Reimann - 1987. – 1991. Helmut Schulte - 1991. – 1992. Horst Wohlers - 1992. – 1993. Michael Lorkowski - 1993. – 1994. Josef Eichkorn - 1994. – 1997. Uli Maslo - 1997. – 1997. Klaus-Peter Nemet - 1997. – 1997. Eckhard Krautzun - 1997. – 1998. Gerhard Kleppinger | - 1999. – 1999. Dietmar Demuth - 1999. – 2000. Willi Reimann - 2000. – 2002. Dietmar Demuth - 2002. – 2002. Joachim Philipkowski - 2002. – 2004. Franz Gerber - 2004. – 2006. Andreas Bergmann - 2006. – 2007. Holger Stanislawski - 2007. – 2008. André Trulsen - 2008. – 2011. Holger Stanislawski - 2011. – 2012. André Schubert - 2012. – 2013. Michael Frontzeck - 2013. – 2014. Roland Vrabec - 2014. – 2014. Thomas Meggle - 2014.–0Ewald Lienen |

## Razvoj kluba u posljednjim godinama
Nakon sezone 2002./03. St. Pauli ispada iz 2. Bundeslige u Regionalnu ligu – Sjever. Radi financijskih problema u visini od 1,95 milijuna eura St. Pauli je skoro bio prisiljen igrati u Oberligi – Sjever, koja je ukupno četvrta liga u Njemačkoj, jer pokriće tog duga je uvjet DFB-a za dodjelu licence za Regionalnu ligu. Ali s akcijom „Kampanja za spašavanje kluba“ novac se skupio i St. Pauli je osigurao mjesto u Regionalnoj ligi – Sjever.
U 2010. godini St. Pauli ponovo ulazi u 1. Bundesligu, nakon 8 godina.

## Zanimljivosti

### Pobjednik pobjednika Interkontinentalnog kupa
6. veljače 2002. godine, FC St. Pauli iznenada, kao posljednji, pobjeđuje Bayern iz Münchena s 2:1 (Nico Patschinski, Tomas Meggle za St. Pauli i Willy Sagnol za Bayern). St. Pauli je u to vrijeme bio u zoni ispadanja iz Bundeslige, ali su dokazali svoj humor napravivši majice s natpisom „Pobjednik pobjednika Interkontinentalnog kupa“, jer u toj godini Bayern je osvojio Interkontinentalni kup.

### ProjektViva con agua de Sankt Pauli
Politički i socijalni angažman ne postoji samo u navijačkoj sceni. Od proljeća 2005. godine igrač Benjamin Adrion sudjeluje u zajedničkom projektu kluba s njemačkom organizacijom protiv gladi u svijetu (njem.: Welthungerhilfe). Projekt se zove Viva con agua de Sankt Pauli koja u Havani, glavnom gradu Kube osigurava pitku vodu za 100 vrtića.

## Navijači
Velik dio navijača St. Paulija smatra se političkom orijentiranim, što nije uobičajeno za navijače u Njemačkoj. Uz političku orijentaciju navijači se zalažu za vlastite interese i interese St. Paulija. Kad se trebao graditi novi stadion, navijači su uz demonstracije i višeminutne šutnje na jednoj utakmici uspjeli da se taj novi stadion ne sagradi.
Jedan sponzor kluba, časopis Maxim, morao je ukloniti svoju reklamu, jer je u očima navijača reklama bila sekstistička i šovinistička. Većina navijača smatra se lijevo orijentiranom. Klub ima preko 100 službenih navijačkih skupina.

## Ostali odjeli

### Ragbi
Godine 1933. osnovan je odjel ragbija. Danas postoje 1. i 2. muška momčad, ženska ekipa kao i juniorske momčadi. Ženska je ragbijaška ekipa dosada osvojila sedam puta njemačko prvenstvo u ragbiju (1995., 2000., 2011., 2003., 2005., 2006. I 2007.) i s time je najuspješnija ekipa cijelog kluba.
Muška momčad je dva puta osvojila kup (1991. i 2000.)  i igra trenutačno u drugoj Bundesligi.

### Američki nogomet
Od 2002. godine St. Pauli raspolaže s juniorima u američkom nogometu (St. Pauli Buccaneers).

## Vanjske poveznice
- Službena stranica FC St. Pauli-a
- http://www.fcstpauli.tv
- Projekt navijača St.Pauli
- Viva con Agua de Sankt Pauli